# شرى مناعية ذاتية
الشرى المناعيَّة الذاتيَّة أو الشرى الناجمة عن المناعة الذاتية، هو نوع من الشرى المزمن يتميز بوجود أجسام مضادة ذاتية في الجهاز المناعي للمريض تستهدف الخلايا البدينة في الجسم، ما يؤدي إلى نوبات من الشرى (الطفح الجلدي). يعد هذا النوع المتميز من الناحية المناعية من الشرى من أمراض المناعة الذاتية لأن الجهاز المناعي -الذي يحمي الجسم عادة من الكائنات الغريبة- يهاجم خلايا الجسم عن طريق الخطأ، ما يسبب الالتهابات وأعراض أخرى.
وهذه الحالة مزمنة، أي أنها تستمر لأكثر من ستة أسابيع، ومن الممكن أن تستمر لسنوات عديدة. تشمل الأعراض نوبات متكررة من الشرى، وهي مناطق حمراء ومثيرة للحكة ومنتفخة على الجلد. يمكن أن تنجم هذه النوبات عن عوامل مختلفة، بما في ذلك الحرارة أو التوتر أو بدون سبب محدد.
الشرى المناعي الذاتي هو حالة نادرة نسبيًا، حيث تؤثر على نسبة صغيرة من السكان. ومع ذلك، يمكن أن تؤثر بشكل كبير على جودة حياة المصابين به بسبب عدم القدرة على التنبؤ بالأعراض وعدم الراحة المرافقة. ما يزال السبب الدقيق لشرى المناعة الذاتية غير مفهوم تمامًا، ولكن يُعتقد أنه ينطوي على تفاعل معقد بين العوامل الوراثية والبيئية.
يعتمد التشخيص عادة على التاريخ السريري والفحص الجسدي، ويؤكد عن طريق الاختبارات المعملية. يتضمن العلاج في المقام الأول إدارة الأعراض ويتضمن استخدام مضادات الهيستامين، والكورتيكوستيرويدات، والأجسام المضادة وحيدة النسيلة (أوماليزوماب)، وفي بعض الحالات، الأدوية المثبطة للمناعة.
على الرغم من الأبحاث المستمرة، ما تزال العديد من جوانب شرى المناعة الذاتية غير مفهومة بشكل جيد، وتبقى تمثل حالة صعبة العلاج. العبء الاقتصادي كبير، حيث تصل التكاليف إلى 2050 دولارًا سنويًا لكل مريض في الولايات المتحدة.

## تاريخيًا
جرى اعتبار الشرى -المعروف باسم الحماق أو الجدري- حالة طبية لعدة قرون، مع ظهور أوصاف للآفات الجلدية المميزة في النصوص الطبية القديمة. ومع ذلك، فإن فهم الشرى كحالة من أمراض المناعة الذاتية هو تطور حديث نسبيًا في التاريخ الطبي.
يشير مصطلح شرى المناعة الذاتية إلى مجموعة فرعية من حالات الشرى الذاتي المزمن (CSU) حيث يبدو أن الجهاز المناعي يلعب دورًا مهمًا. بدأ هذا الفهم في التطور في منتصف وأواخر القرن العشرين حيث كشف التقدم في علم المناعة عن التفاعلات المعقدة بين الجهاز المناعي والأمراض المختلفة.
إن مفهوم المناعة الذاتية، حيث يهاجم الجهاز المناعي للجسم خلاياه الخاصة، لم يكن مقبولًا على نطاق واسع حتى الخمسينيات من القرن الماضي. ومع تطور فهم الجهاز المناعي ودوره في المرض، بدأ الباحثون في استكشاف إمكانية أن تكون بعض حالات الشرى المزمن ناجمة عن حالات مشاكل المناعة الذاتية. المقالة الأولى التي ناقشت الشرى كنوع من فرط الحساسية كانت في عام 1962.
في الثمانينيات والتسعينيات، اكتشف الباحثون أن نسبة كبيرة من المرضى الذين يعانون من الشرى الذاتي المزمن لديهم أجسام مضادة ذاتية منتشرة، خاصة ضد مستقبلات IgE عالية الألفة (FcεRI) والغلوبيولين المناعي E نفسه. عثر على هذه الأجسام المضادة الذاتية لتكون قادرة على تنشيط الخلايا البدينة والقاعدية، وهي الخلايا المؤثرة الرئيسية في الشرى، ما يؤدي إلى إطلاق الهستامين وغيره من وسطاء الالتهابات الذين يسببون الشرى والحكة المميزة.
نشرت إحدى الدراسات الرئيسية التي شكلت الفهم الحالي لشرى المناعة الذاتية بواسطة هايد وآخرون في عام 1993. أظهرت هذه الدراسة أن الأمصال المأخوذة من المرضى الذين يعانون من الشرى الذاتي المزمن يمكن أن تحفز إطلاق الهستامين من الخلايا القاعدية والخلايا البدينة الجلدية، وقد جرى التوسط في هذا التأثير بواسطة الأجسام المضادة IgG الذاتية ضد الوحدة الفرعية ألفا لمستقبل IgE عالي الألفة (FcεRIα).
لقد أدت الأبحاث اللاحقة إلى تحسين فهمنا لشرى المناعة الذاتية. على سبيل المثال، أظهرت دراسة أجراها سابرو وآخرون في عام 1999 أن الحقن داخل الأدمة من مصل ذاتي يسبب انتفاخًا وتفاعلًا متوهجًا (السمة المميزة للأرتكاريا) في غالبية المرضى الذين يعانون من الشرى الذاتي المزمن، ما يوفر دليلًا إضافيًا على دور الأجسام المضادة الذاتية في هذه الحالة.
وقد ركزت الأبحاث الحديثة على تحديد محفزات إنتاج هذه الأجسام المضادة الذاتية، واستكشاف دور العوامل الوراثية والبيئية، وتطوير علاجات جديدة تستهدف عملية المناعة الذاتية الأساسية.
على الرغم من هذه التطورات، ما تزال هناك العديد من الأسئلة حول الآليات الدقيقة الكامنة وراء شرى المناعة الذاتية، وتبقى الأبحاث في هذا المجال مستمرة.

## طريقة تطور المرض
يتميز شرى المناعة الذاتية بوجود الأجسام المضادة الذاتية، وهي أجسام مضادة ينتجها الجهاز المناعي عن طريق الخطأ ضد خلايا الجسم نفسه. في حالة شرى المناعة الذاتية، تستهدف هذه الأجسام المضادة في المقام الأول مستقبلات IgE عالية الألفة (FcεRI) الموجودة على الخلايا البدينة والقاعدات، أو بشكل أقل شيوعًا، IgE نفسه.
في نظام المناعة الصحي، تنتج الأجسام المضادة لتحديد وتحييد الأجسام الغريبة مثل البكتيريا والفيروسات. ومع ذلك، في حالات المناعة الذاتية مثل شرى المناعة الذاتية، يعرّف الجهاز المناعي عن طريق الخطأ خلاياه على أنها غريبة وينتج أجسامًا مضادة ضدها. ويؤدي ذلك إلى استجابة مناعية حيث يهاجم الجسم أنسجته الخاصة، ما يسبب الالتهابات والأضرار.

### الاستجابة المناعية
في شرى المناعة الذاتية، ترتبط الأجسام المضادة الذاتية بمستقبلات FcεRI أو IgE الموجودة على سطح الخلايا البدينة والقعدة. تتقاطع هذه الأجسام المضادة الذاتية وتضعف FcεRI، ما يؤدي إلى تنشيط قعدات الخلايا البدينة الأمر الذي يؤدي إلى سلسلة من الأحداث التي تؤدي إلى تحلل هذه الخلايا وإطلاق الهيستامين وغيره من العوامل الوسيطة الالتهابية في الأنسجة المحيطة. تشتمل العوامل الوسيطة على مواد مُشكَّلة مسبقًا مثل الهستامين، والبروتياز، والإنترلوكين 1، وعامل نخر الورم α TNF-α، بالإضافة إلى العوامل الوسيطة المصنعة حديثًا مثل الليكوترين، والبروستاغلاندين، والسيتوكينات، والكيوكيمينات. تسبب هذه المواد زيادة في التعبير عن جزيئات التصاق الخلايا بواسطة بطانة الأوعية الدموية ما بعد الشعيرات الدموية، ما يؤدي إلى تحفيز الكريات البيض، بما في ذلك الحمضات، التي تميز تفاعل المرحلة المتأخرة.
تتمتع الخلايا البدينة أيضًا بالقدرة على التصرف كخلايا مقدمة للمستضد، وتنشيط الخلايا التائية والحفاظ على مدة البثرات من خلال مسار إشارات يعتمد على MHC من الدرجة الثانية.

## الأمراض المصاحبة
غالبًا ما يرتبط شرى المناعة الذاتية بمجموعة من الأمراض المصاحبة. وتشمل هذه أمراض المناعة الذاتية الأخرى والأمراض التأتبية مثل التهاب الجلد التأتبي، والربو، والتهاب الملتحمة الأنفية. غالبًا ما يعثر على الأجسام المضادة للغدة الدرقية والمضادة للنواة (ANAs) أيضًا. وعلى هذا النحو، فإن أمراض الغدة الدرقية منتشرة بشكل خاص، وكذلك البهاق. وجدت إحدى الدراسات زيادة في انتشار مرض الجزر المعدي المريئي لدى مرضى الشرى المناعي الذاتي.
الاضطرابات النفسية، بما في ذلك القلق والاكتئاب والاضطرابات الجسدية، شائعة أيضًا بين المرضى، مع معدل انتشار عام لأي مرض نفسي مصاحب يقدر بـ 31.6%. اضطرابات النوم والاستيقاظ (وخاصة فرط النوم)، واضطرابات المزاج، والصدمات النفسية والاضطرابات المرتبطة بالضغوط هي من بين الحالات النفسية الأكثر انتشارًا. ومع استمرار شرى المناعة الذاتية، فإن انتشار الأمراض المصاحبة مثل الأمراض الروماتيزمية، والأمراض الالتهابية، والاضطرابات النفسية يميل إلى الزيادة.

## التشخيص
يشمل تشخيص الشرى المتعلق بالمناعة الذاتية مزيجًا من التقييم السريري ومعايير التشخيص والفحوصات المختلفة. تهدف العملية إلى تأكيد وجود المرض وتحديد المحرضات المحتملة واستبعاد الحالات الأخرى التي قد تظهر مع أعراض مماثلة.

### معايير التشخيص
يعتمد تشخيص الشرى المتعلق بالمناعة الذاتية بشكل رئيسي على العرض السريري ومدة الأعراض. تعتبر الحالة مزمنة إذا استمرت الشرى لمدة ستة أسابيع أو أكثر. بالإضافة إلى العرض السريري، قد يدعم وجود الأضداد الذاتية ضد مستقبل الغلوبيولين المناعي هـ عالي الإلفة أو الغلوبيولين المناعي هـ نفسه تشخيص الشرى المتعلق بالمناعة الذاتية.

## العلاج
يهدف علاج الشرى المتعلق بالمناعة الذاتية إلى تخفيف الأعراض وتحسين نوعية الحياة ومنع تفاقمها. يشمل مزيجًا من التدخلات الدوائية وتعديلات نمط الحياة. يعتمد اختيار العلاج على شدة الأعراض واستجابة المريض للعلاجات السابقة ووجود مراضات مشتركة.

### الأهداف والاستراتيجيات
الهدف الأساسي من علاج الشرى المتعلق بالمناعة الذاتية هو السيطرة على الأعراض، والتي قد تؤثر بشكل كبير على نوعية حياة المريض. يشمل ذلك تقليل وتيرة وشدة الشرى والحكة. يوجد هدف هام آخر هو منع تفاقم الحالة عن طريق تحديد المحرضات وتجنبها. تشمل استراتيجية العلاج عادةً نهجًا تدريجيًا، بدءًا من علاجات الخط الأول والانتقال نحو علاجات أكثر عدوانية إذا لم تتحسن الأعراض.

### علاجات الخط الأول
تتضمن علاجات الخط الأول للشرى المتعلق بالمناعة الذاتية بشكل رئيسي استخدام مضادات الهستامين. تعمل هذه الأدوية عن طريق تثبيط عمل الهستامين، وهي مادة موجودة في الجسم تسبب أعراض الحساسية. قد تكون مضادات الهستامين فعالة جدًا في السيطرة على أعراض الشرى وعادةً ما تكون الخيار الأول للعلاج. هناك نوعان من مضادات الهستامين: الجيل الأول، مثل ديفينهيدرامين، التي قد تسبب النعاس، والجيل الثاني، مثل السيتريزين واللوراتادين، وهما أقل عرضة للتسبب في النعاس. بالإضافة إلى ذلك، يستخدم دوكسيبين أحيانًا.

### علاجات الخط الثاني
إذا لم تكن مضادات الهستامين فعالة، أو إذا كانت الأعراض شديدة، قد يتم النظر في علاجات الخط الثاني. تشمل هذه الأدوية كابتات المناعة والمستحضرات الدوائية الحيوية (الأدوية البيولوجية). يمكن لكابتات المناعة، مثل الكورتيكوستيرويدات، أن تقلل الالتهاب وتثبط استجابة الجهاز المناعي. مع ذلك، قد يكون لها آثار جانبية شديدة، خاصةً عند استخدامها على المدى الطويل، وعادةً ما تستخدم لفترات قصيرة. يمكن استخدام الأدوية البيولوجية، مثل أوماليزوماب، وهو ضد مضاد للغلوبيولين المناعي هـ، في حالات الشرى المناعي الذاتي المزمن التي لا تستجيب للعلاجات الأخرى. يعمل هذا الدواء عن طريق تقليل استجابة الجهاز المناعي المفرطة تجاه المحرضات.

### تعديلات نمط الحياة
بالإضافة إلى الأدوية، قد تلعب تعديلات نمط الحياة دورًا حاسمًا في تدبير الشرى المتعلق بالمناعة الذاتية. يشمل ذلك تجنب المحرضات المعروفة، مثل بعض الأطعمة (رغم أن حساسية الطعام نادرًا ما تكون السبب)، والكحول والتوتر ودرجات الحرارة الشديدة. قد تساعد استراتيجيات ممارسة التمارين الرياضية بانتظام واتباع نظام غذائي صحي والنوم الصحي أيضًا في تدبير الأعراض وتحسين الصحة العامة.

### المآل
مع العلاج المناسب، يكون مآل الشرى المتعلق بالمناعة الذاتية جيدًا بشكل عام. يمكن ضبط أعراض معظم المرضى بشكل جيد من خلال علاجات الخط الأول. مع ذلك، قد يعاني بعض المرضى من أعراض مستمرة رغم العلاج وقد يحتاجون إلى علاجات الخط الثاني. يعد الانتكاس شائعًا أيضًا لدى المرضى الذين يعانون من أعراض أكثر شدة. قد يكون الشرى المتعلق بالمناعة الذاتية حالة مزمنة، وقد تشمل طرق تدبيره استدراك الأثر العاطفي والنفسي للتعايش مع مرض مزمن، وليس فقط معالجة الأعراض الجسدية.